# 尤馬 (科羅拉多州)
猶瑪（英語：Yuma）是美國科羅拉多州的一座自治城市，位於該州東部。是猶瑪縣最大城市。根據2000年人口普查的數據，該地人口為3,285人。
建於1887年3月24日。